# Кирквуд (Калифорнија)
Кирквуд (енгл. Kirkwood) насељено је место без административног статуса у америчкој савезној држави Калифорнија.

## Демографија
По попису из 2010. године број становника је 158, што је 62 (64,6%) становника више него 2000. године.
| Група             | 2000.      | 2010.       |
| Белци             | 81 (84,4%) | 148 (93,7%) |
| Афроамериканци    | 0 (0,0%)   | 0 (0,0%)    |
| Азијати           | 2 (2,1%)   | 1 (0,6%)    |
| Хиспаноамериканци | 5 (5,2%)   | 6 (3,8%)    |
| Укупно            | 96         | 158         |